# Codex Marchalianus
Codex Marchalianus, designado pelo Siglum Q, é uma cópia do manuscrito grego do século 6 da versão grega da Bíblia hebraica (Tanakh ou Antigo Testamento), conhecida como a Septuaginta. O texto foi escrito em velino, com letras unciais. Paleograficamente foi atribuído ao século 6. 
Seu nome foi derivado de um antigo proprietário, Rene Marchal. 

## Descrição
Na verdade, o manuscrito consiste de 416 folhas de pergaminho, mas a primeira doze conter matéria patrística, e não fazem parte do manuscrito original. As folhas medem 11 x 7 polegadas (29 x 18 cm). A escrita está em uma coluna por página, 29 linhas por coluna, e 24-30 letras em linha. Ele é escrito em negrito uncial do chamado estilo copta. 
Na primeira metade do século 19, que tinha a reputação de ser um dos mais antigo manuscrito da Septuaginta. É geralmente aceito que o Codex Marchalianus pertence, a uma família textual bem definido com características Hesychian, e seu texto é resultado da recensão Hesychian (junto com os manuscritos A, 26, 86, 106, 198, 233). 
No livro de Isaías 45:18, onde o tradutor grego da Septuaginta usada ειμι εγω para tornar "Eu sou YHWH", que foi corrigido por uma mão mais tarde para "Eu sou o Senhor".
O manuscrito é usado na discussão sobre o Tetragrammaton.